# Csitung
Csitung (egyszerűsített kínai írással: 启东) város Kínában, Csiangszu tartományban. Lakosainak száma 967 313 fő (2020).

## Népesség
| 2010 | 972 525 |
| 2020 | 967 313 |